# Wereldkampioenschappen baanwielrennen 1989
De wereldkampioenschappen baanwielrennen 1989 vonden eind augustus plaats in het Franse Lyon. Het was voor de eerste keer dat Lyon gaststad was van de WK op de baan, maar de twaalfde keer dat Frankrijk het gastland was. Op de kalender stonden voor het eerst vijftien onderdelen, vijf voor mannen elite en zeven voor de amateurs. Voor vrouwen werden drie onderdelen georganiseerd. Het medailleklassement werd voor de zestiende keer gewonnen door de Italianen.

## Uitslagen

### Mannen profs
| Onderdeel     | Goud                                    | Zilver                        | Brons                                  |
| ------------- | --------------------------------------- | ----------------------------- | -------------------------------------- |
| Achtervolging | Colin Sturgess                          | Dean Woods                    | Régis Clère                            |
| Keirin        | Claudio Golinelli                       | Patrick Da Rocha              | Masatoshi Sako                         |
| Puntenkoers   | Urs Freuler                             | Gary Sutton                   | Martin Penc                            |
| Sprint        | Claudio Golinelli                       | Yuichiro Kamiyama             | Hideyuki Matsui                        |
| Stayeren      | Italië Giovanni Renosto Walter Corradin | Italië Walter Brugna Onbekend | Duitsland Torsten Rellensmann Onbekend |

### Mannen amateurs
| Onderdeel            | Goud                                                                                   | Zilver                                                                        | Brons                                                          |
| -------------------- | -------------------------------------------------------------------------------------- | ----------------------------------------------------------------------------- | -------------------------------------------------------------- |
| 1 kilometer          | Jens Glücklich                                                                         | Martin Vinnicombe                                                             | Aleksandr Kiritsjenko                                          |
| Achtervolging        | Vjatsjeslav Jekimov                                                                    | Jens Lehmann                                                                  | Steffen Blochwitz                                              |
| Ploegenachtervolging | Duitse Democratische Republiek Steffen Blochwitz Guido Fulst Thomas Liese Carsten Wolf | Sovjet-Unie Jevgeni Berzin Vjatsjeslav Jekimov Dmitri Neljoebin Michail Orlov | Italië Ivan Cerioli Giovanni Lombardi David Solari Marco Villa |
| Puntenkoers          | Marat Satybaldejev                                                                     | Fabio Baldato                                                                 | Leo Peelen                                                     |
| Sprint               | Bill Huck                                                                              | Michael Hübner                                                                | Nikolaj Kovtsj                                                 |
| Stayeren             | Oostenrijk Roland Königshofer Karl Igl                                                 | Italië Tonino Vittiglio Onbekend                                              | Oostenrijk Thomas Königshofer Günter Kerger                    |
| Tandem               | Frankrijk Fabrice Colas Frédéric Magné                                                 | Tsjecho-Slowakije Lubomir Hargas Jiri Iliek                                   | Italië Andrea Faccini Federico Paris                           |

### Vrouwen
| Onderdeel     | Goud          | Zilver              | Brons              |
| ------------- | ------------- | ------------------- | ------------------ |
| Achtervolging | Jeannie Longo | Petra Rossner       | Barbara Ganz       |
| Puntenkoers   | Jeannie Longo | Barbara Ganz        | Janie Eickhoff     |
| Sprint        | Erika Salumäe | Galina Jenjoetsjina | Isabelle Gautheron |

## Medaillespiegel
| Plaats | Land                           | Goud | Zilver | Brons | Totaal |
| 1      | Italië                         | 3    | 3      | 2     | 8      |
| 2      | Duitse Democratische Republiek | 3    | 3      | 1     | 7      |
| 3      | Sovjet-Unie                    | 3    | 2      | 2     | 7      |
| 4      | Frankrijk                      | 3    | 1      | 2     | 6      |
| 5      | Zwitserland                    | 1    | 1      | 1     | 3      |
| 6      | Oostenrijk                     | 1    | 0      | 1     | 2      |
| 7      | Verenigd Koninkrijk            | 1    | 0      | 0     | 1      |
| 8      | Australië                      | 0    | 3      | 0     | 3      |
| 9      | Japan                          | 0    | 1      | 2     | 3      |
| 10     | Tsjecho-Slowakije              | 0    | 1      | 1     | 2      |
| 11     | Bondsrepubliek Duitsland       | 0    | 0      | 1     | 1      |
| 11     | Nederland                      | 0    | 0      | 1     | 1      |
| 11     | Verenigde Staten               | 0    | 0      | 1     | 1      |
| Totaal | Totaal                         | 15   | 15     | 15    | 45     |